# Guido Andris
Guido Andris (* 14. Dezember 1879 in Schollach (Eisenbach); † 28. April 1974 auf der Insel Reichenau) war ein deutscher römisch-katholischer Priester, der 1934 von den Nationalsozialisten aus politischen Gründen aus seiner Pfarrei vertrieben und zeitweise verhaftet wurde.

## Leben und Wirken
Andris wurde als Sohn eines Schmiedes geboren und wuchs in ärmlichen Verhältnissen auf. Nach dem Besuch der Volksschule wechselte er als 14-Jähriger auf die Lendersche Lehranstalt in Sasbach. Von 1897 bis 1901 besuchte er das Großherzogliche Badische Gymnasium in Rastatt und das dortige Erzbischöfliche Gymnasialkonvikt. Nach seinem Abitur 1901 studierte er bis 1904 Katholische Theologie an der Universität Freiburg. Am 5. Juli 1905 wurde Andris durch Erzbischof Thomas Nörber zum Priester geweiht.
Er wirkte als Vikar in den Pfarreien Ettenheim, Oberwolfach und ab 1907 in Rastatt. Von 1910 bis 1912 war er von seinen seelsorgerischen Aufgaben entbunden, um sich dem katholischen Pressewesen zu widmen. In dieser Zeit fungierte er als Redakteur der Zeitungen Badenia und Rastatter Zeitung. Dabei lieferte er sich teilweise heftige Auseinandersetzungen mit dem politischen Liberalismus. Seine eigene politische Heimat war die katholische Zentrumspartei, deren Mitglied er war. 1912 wurde er Pfarrverweser in der katholischen Pfarrei Staufen. Zwei Jahre später kam er nach Ottenhöfen, wo er im Februar 1916 als Pfarrer investiert wurde. 15 Jahre lang wirkte er in der dortigen Pfarrei. Im März 1929 wurde Andris in die katholische Pfarrei Löffingen versetzt und im Auftrag des Freiburger Erzbischofs Karl Fritz investiert.

### Konflikt mit den Nationalsozialisten
Früh geriet er in Konflikt mit der NSDAP-Ortsgruppe Löffingen, die bereits im April 1928 gegründet worden war. Die örtlichen Nationalsozialisten schrieben anonyme Hetzbriefe und attackierten den Priester in der nationalsozialistischen Presse als „geistlichen Zentrumsagitator“. 1932 spitzte sich die Konfrontation zu, als sich Andris im Zuge der Reichspräsidentenwahl 1932 für die Wiederwahl Hindenburgs aussprach. Er warnte vor den „religiösen Gefahren“ der NS-Bewegung und bezeichnete Hitler als „Taufscheinkatholiken“. An Ostern 1932 verweigerte der Seelsorger NSDAP-Mitgliedern bei der Beichte die Absolution. Dem Konflikt lagen letztlich weltanschauliche Gründe zugrunde, wie Andris’ Predigt gegen die Ideologie der „Vernichtung lebensunwerten Lebens“ und seine Stellungnahme gegen die kirchenfeindlichen Schriften von Alfred Rosenberg zeigen.
Nach der nationalsozialistischen Machtübernahme nutzten die lokalen Nationalsozialisten die neuen Möglichkeiten, die sich ihnen boten, um Rache zu üben: Der gleichgeschaltete Gemeinderat forderte in mehreren Versetzungsgesuchen von Erzbischof Conrad Gröber die Versetzung des Stadtpfarrers. Andris agierte in dieser Zeit vorsichtig und enthielt sich öffentlicher Kritik an der Reichsregierung. Er fuhr aber fort, die lokalen Nationalsozialisten zu kritisieren, wenn diese gegen die Bestimmungen des Reichskonkordats verstießen. Ständiger Streitpunkt war der Umgang mit den katholischen Vereinen: Andris hatte ein blühendes Vereinswesen aufgebaut, das die Nationalsozialisten zu zerschlagen versuchten, obwohl das Konkordat eine Bestandsgarantie gab. Außerdem griff der Priester wiederholt den Ortsgruppenleiter und Ortsjugendführer sowie andere lokale Nationalsozialisten wegen ihres Lebenswandels an, der nicht seinen Vorstellungen von Moral und Sitte entsprach. Im Januar 1934 ermittelte die Geheime Staatspolizei gegen Andris und seinen Vikar Friedrich Kornwachs, da diese als Geistliche in Löffingen „untragbar“ seien.
Am 23. Juni 1934 holte die NSDAP-Ortsgruppe mit Unterstützung der Kreisleitung Neustadt zum entscheidenden Schlag gegen den Priester aus. Am Vormittag drangen Nationalsozialisten in das katholische Pfarrhaus ein und beleidigten und bedrohten Andris. Sie forderten ihn auf, den katholischen Sportverband Deutsche Jugendkraft (DJK) aufzulösen. Andris lehnte dies ab. Am Nachmittag versammelten sich daraufhin Nationalsozialisten vor dem Pfarrhaus. Sie schrien Parolen gegen die DJK und forderten lautstark: „Heraus mit dem Rebellen!“ Andris telefonierte mit Erzbischof Gröber. Dieser gab ihm Anweisung, Löffingen mit dem nächsten Zug zu verlassen und nach Freiburg zu kommen. Unterdessen eskalierte die Situation: Einige Bürger kritisierten die Aktion der Nationalsozialisten, es kam zu Wortgefechten, Rangeleien und körperlicher Gewalt. Insgesamt wurden 16 Bürger verhaftet. Einer von ihnen, der Landwirt Karl Bader, hatte die Kirchenglocken Sturm geläutet und wurde dafür mit Gefängnis und einmonatiger Haft im Konzentrationslager Kislau bestraft. Andris folgte schließlich der Weisung seines Erzbischofs und verließ seine Pfarrei. Die Nationalsozialisten verhöhnten ihn auf dem Weg zum Bahnhof und stimmten das Volkslied Muss i denn, muss i denn zum Städtele hinaus an.
Nach seiner gewaltsamen Vertreibung am 23. Juni 1934 wurde Andris am 29. Juni in Freiburg von der Gestapo unter dem Vorwurf der „Aufreizung zum Landfriedensbruch“ verhaftet und in „Schutzhaft“ genommen. Nach vier Tagen wurde er wieder freigelassen. Er wurde aber mit einem Bezirks- und Ortsverweis bestraft und durfte somit weder nach Löffingen noch in den Amtsbezirk Neustadt zurückkehren. Die Bemühungen, eine Aufhebung dieses Verweises zu erwirken, scheiterten. Im Januar 1935 versetzte Erzbischof Conrad Gröber schließlich Andris „unter Absenzbewilligung“ in die Pfarrei Steinbach (Baden-Baden), wo der Geistliche im Oktober des Jahres investiert wurde.

### Zeit ab 1942
Aus gesundheitlichen Gründen wurde er 1942 auf die Insel Reichenau versetzt. Beinahe drei Jahrzehnte wirkte Andris dort in der Pfarrei St. Peter und Paul. 1965 konnte er sein 60. Priesterjubiläum feiern. Fünf Jahre später ging er in den Ruhestand. Am 28. April 1974 starb Andris im Alter von 94 Jahren in Niederzell. Seine letzte Ruhe fand er auf dem dortigen Friedhof.